# NGC 5491
NGC 5491 este o galaxie spirală situată în constelația Fecioara. A fost descoperită în 12 mai 1793 de către William Herschel. Se află la o distanță de 103,28 megaparseci de Pământ.